# NWA World Tag Team Championship
NWA World Tag Team Championship – drużynowy tytuł mistrzowski stworzony i promowany przez amerykańską organizację National Wrestling Alliance (NWA). Początkowo istniało wiele tytułów o tej nazwie. Były one podległe pomniejszym organizacjom podległym NWA. Po upadku systemu opartego na organizacjach podległych w 1992 roku organizacja World Championship Wrestling utworzyła jeden pas reprezentujący NWA. Od 12 stycznia 1998 pas podlega NWA, która funkcjonuje obecnie jak zwykła organizacja.

## Historia

### National Wrestling Alliance
National Wrestling Alliance powstała w wyniku porozumienia z 14 lipca 1948 jako liga podrzędnych organizacji wrestlingu, które współpracowały ze sobą, ale miały wyłączność na organizowanie walk w swoich wyznaczonych odgórnie rejonach. Ukształtowały się regionalne organizacje wrestlerskie, które posługiwały się różnymi nazwami, posiadały własne tytuły mistrzowskie i miały unikatowe rostery, wątki fabularne oraz rywalizacje. Promotorzy, którzy brali udział w spotkaniu w Waterloo, utworzyli ligę o nazwie National Wrestling Alliance (NWA), do której z czasem dołączały też inne organizacje. Dlatego też na początku różne organizacje wrestlingu używały różnych mistrzostw drużynowych i często nazywały je tak samo – NWA World Tag Team Championship.
| Region (wersja)                    | Lata aktywności | Zastąpiony przez                                            | Źródło        |
| ---------------------------------- | --------------- | ----------------------------------------------------------- | ------------- |
| Dallas                             | 1981 – 1982     | WCWA World Tag Team Championship                            | [ 5 ]         |
| Detroit                            | 1965 – 1980     | brak                                                        | [ 6 ]         |
| Floryda                            | 1954 – 1969     | NWA World Tag Team Championship (wersja środkowoatlantycka) | [ 7 ]         |
| Georgia                            | 1954 – 1969     | NWA World Tag Team Championship (wersja środkowoatlantycka) | [ 8 ]         |
| Idaho i Utah                       | 1955 – 1959     | brak                                                        | [ 9 ]         |
| Illinois i Wisconsin               | 1951 – 1960     | brak                                                        | [ 10 ]        |
| Indianapolis                       | 1949 – 1959     | AWA World Tag Team Championship                             | [ 11 ]        |
| Iowa i Nebraska                    | 1949 – 1957     | World Tag Team Championship (Nebraska)                      | [ 12 ]        |
| Los Angeles                        | 1949 – 1960     | brak                                                        | [ 13 ]        |
| Los Angeles                        | 1979 – 1982     | brak                                                        | [ 14 ]        |
| Minneapolis                        | 1949 – 1959     | AWA World Tag Team Championship                             | [ 11 ]        |
| Montreal                           | 1954 – 1961     | brak                                                        | [ 15 ]        |
| Ohio i północna część Nowego Jorku | 1953 – 1969     | NWF World Tag Team Championship                             | [ 16 ]        |
| San Francisco                      | 1951 – 1979     | brak                                                        | [ 17 ] [ 18 ] |
| Stany Centralne                    | 1950 – 1960     | NWA Central States Tag Team Championship                    | [ 19 ]        |
| Stany Centralne                    | 1962 – 1963     | NWA North American Tag Team Championship                    | [ 19 ]        |
| Stany Centralne                    | 1973 – 1977     | NWA Central States Tag Team Championship                    | [ 19 ]        |
| Środkowy Atlantyk                  | 1960 – 1993     | WCW World Tag Team Championship                             | [ 20 ]        |
| Teksas wschodni                    | 1958 – 1966     | NWA United States Tag Team Championship                     | [ 21 ]        |
| Teksas zachodni                    | 1955 – 1968     | NWA Western States Tag Team Championship                    | [ 22 ]        |
| Tennessee                          | 1942 – 1977     | brak                                                        | [ 23 ]        |

### Po 1992 roku
Po upadku systemu terytorialnego w wrestlingu i National Wrestling Alliance (NWA) jako ligi pomniejszych organizacji, World Championship Wrestling ogłosiło, że pas NWA World Tag Team Championship jest teraz im podległy. W 1995 roku został oddany Jim Crockett Promotions, w latach 1995–1996 zarządzało nim International Wrestling Association of Japan, a w latach 1996–1997 Southern Championship Wrestling. W 1998 roku pas wrócił pod kontrolę National Wrestling Alliance, które funkcjonowało wówczas jako zwykła organizacja wrestlingu. Od 3 lipca 2002 do 7 maja 2013 mistrzostwo było bronione na galach organizacji Total Nonstop Action Wrestling w ramach współpracy z NWA.

## Lista mistrzów

### World Championship Wrestling
| Mistrzowie                      | Data zdobycia          | Data utraty            | Dodatkowe informacje | Przypis |
| ------------------------------- | ---------------------- | ---------------------- | --- | ------- |
| Terry Gordy i Steve Williams    | 12 lipca 1992(dts)     | 21 września 1992(dts)  | Wygrali turniej o mistrzostwo, w finale pokonując Barrego Windhama i Dustina Rhodesa                                       | [ 24 ]  |
| Barry Windham i Dustin Rhodes   | 21 września 1992(dts)  | 18 listopada 1992(dts) | | [ 24 ]  |
| Ricky Steamboat i Shane Douglas | 18 listopada 1992(dts) | 2 marca 1993(dts)      | | [ 24 ]  |
| Steve Austin i Brian Pillman    | 2 marca 1993(dts)      | wrzesień 1993          | National Wrestling Alliance przestało uznawać mistrzów, po tym jak World Championship Wrestling przestało być jego częścią | [ 24 ]  |

### Jim Crockett Promotions
| Mistrzowie                                         | Data zdobycia         | Data utraty                | Dodatkowe informacje | Przypis |
| -------------------------------------------------- | --------------------- | -------------------------- | --- | ------- |
| Rock’n’Roll Express (Ricky Morton i Robert Gibson) | 11 kwietnia 1995(dts) | 26 czerwca 1995(dts)       | Wygrali turniej o mistrzostwo, w finale pokonując Dicka Murdocha i Randy’ego Rhodesa. Panowanie wstrzymane po walce przeciwko PG 13 (J.C. Ice i Wolfie D) | [ 24 ]  |
| Zwakowany                                          | 26 czerwca 1995(dts)  | 3 lipca 1995(dts)          | | [ 24 ]  |
| Rock’n’Roll Express (Ricky Morton i Robert Gibson) | 3 lipca 1995(dts)     | lipiec-paździerkin(?) 1995 | | [ 24 ]  |

### IWA JAPAN
| Mistrzowie                  | Data zdobycia         | Data utraty   | Dodatkowe informacje | Przypis |
| --------------------------- | --------------------- | ------------- | --- | ------- |
| Tarzan Gotō i Mr. Gannosuke | 11 kwietnia 1995(dts) | sierpień 1996 | Wygrali turniej o mistrzostwo, w finale pokonując Tigera Jeet Singha i Cactusa Jacka. Panowanie wstrzymane po tym jak mistrzowie opuścili organizację IWA JAPAN | [ 24 ]  |

### Southern Championship Wrestling
| Mistrzowie                   | Data zdobycia         | Data utraty | Dodatkowe informacje | Przypis |
| ---------------------------- | --------------------- | ----------- | -------------------- | ------- |
| Pat Anderson i C.W. Anderson | 14 września 1996(dts) | 1997        |                      | [ 24 ]  |

### National Wrestling Alliance
| Mistrzowie                                              | Data zdobycia             | Data utraty               | Dodatkowe informacje | Przypis |
| ------------------------------------------------------- | ------------------------- | ------------------------- | --- | ------- |
| Rock’n’Roll Express (Ricky Morton i Robert Gibson)      | 12 stycznia 1998(dts)     | 17 lutego 1998(dts)       | Mistrzostwo przyznane bezwarunkowo | [ 24 ]  |
| Headbangers (Mosh i Thrasher)                           | 17 lutego 1998(dts)       | 30 marca 1998(dts)        | | [ 24 ]  |
| New Midnight Express (Bob Holly i Bart Gunn)            | 30 marca 1998(dts)        | 14 sierpnia 1998(dts)     | | [ 24 ]  |
| Border Patrol (Agent Gunn i Agent Maxx)                 | 14 sierpnia 1998(dts)     | 12 września 1998(dts)     | | [ 24 ]  |
| Barry Windham i Tully Blanchard                         | 12 września 1998(dts)     | 10 października 1998(dts) | | [ 24 ]  |
| Border Patrol (Agent Gunn i Agent Maxx)                 | 10 października 1998(dts) | 24 października 1998(dts) | | [ 24 ]  |
| Brotherhood (Erich Sbraccia i Knuckles Nelson)          | 24 października 1998(dts) |                           | Tytuł zwakowany z powodu niedyspocyzyjności mistrzów | [ 24 ]  |
| Zwakowany                                               |                           |                           | | [ 24 ]  |
| Brotherhood (Knuckles Nelson i Rick Fuller)             | 10 czerwca 1999(dts)      | 17 czerwca 1999(dts)      | | [ 24 ]  |
| Public Enemy (Rocco Rock i Johnny Grunge)               | 17 czerwca 1999(dts)      | 19 czerwca 1999(dts)      | | [ 24 ]  |
| Brotherhood (Knuckles Nelson i Dukes Dalton)            | 19 czerwca 1999(dts)      | 25 września 1999(dts)     | | [ 24 ]  |
| Team Extreme (Kit Carson i Khris Germany)               | 25 września 1999(dts)     | 26 listopada 1999(dts)    | | [ 24 ]  |
| Murder Inc. (Kevin Northcutt i Jimmy James)             | 26 listopada 1999(dts)    | 17 grudnia 1999(dts)      | | [ 24 ]  |
| Team Extreme (Kit Carson i Khris Germany)               | 17 grudnia 1999(dts)      | 4 marca 2000(dts)         | | [ 24 ]  |
| Triple XXX (Drake Dawson i Curtis Thompson)             | 4 marca 2000(dts)         | 7 kwietnia 2000(dts)      | | [ 24 ]  |
| Main Event (Reno Riggins i Steven Dunn)                 | 7 kwietnia 2000(dts)      | 12 kwietnia 2000(dts)     | | [ 24 ]  |
| Rock’n’Roll Express (Ricky Morton i Robert Gibson)      | 12 kwietnia 2000(dts)     | 17 kwietnia 2000(dts)     | | [ 24 ]  |
| L.A. Stephens i Big Bubba Bain                          | 17 kwietnia 2000(dts)     | 19 kwietnia 2000(dts)     | | [ 24 ]  |
| Triple XXX (Drake Dawson i Curtis Thompson)             | 19 kwietnia 2000(dts)     | 15 sierpnia 2000(dts)     | | [ 24 ]  |
| Bad Attitude (Rick Michaels i David Young)              | 15 sierpnia 2000(dts)     | 9 grudnia 2000(dts)       | | [ 24 ]  |
| Air Paris i Rob Williams                                | 9 grudnia 2000(dts)       | 22 grudnia 2000(dts)      | Uznawani tylko w Nashville. Wiceprezes NWA Bill Behrens oświadczył, że nie wygrali walki o tytuł. | [ 24 ]  |
| Bad Attitude (Rick Michaels i David Young)              | 22 grudnia 2000(dts)      | 3 lutego 2001(dts)        | Uznawani tylko w Nashville | [ 24 ]  |
| Bad Street Boys (Joey Matthews i Christian York)        | 3 lutego 2001(dts)        | 17 lutego 2001(dts)       | | [ 24 ]  |
| Bad Attitude (Rick Michaels i David Young)              | 17 lutego 2001(dts)       | 22 marca 2001(dts)        | | [ 24 ]  |
| Dan Factor i David Flair                                | 22 marca 2001(dts)        | 23 marca 2001(dts)        | | [ 24 ]  |
| Bad Attitude (Rick Michaels i David Young)              | 23 marca 2001(dts)        | 24 kwietnia 2001(dts)     | | [ 24 ]  |
| Heavenly Bodies (Casanova Chris i Vivacious Vito)       | 24 kwietnia 2001(dts)     | 28 grudnia 2001(dts)      | | [ 24 ]  |
| Glacier i Jason Sugarman                                | 28 grudnia 2001(dts)      | 29 grudnia 2001(dts)      | | [ 24 ]  |
| Heavenly Bodies (Casanova Chris i Vivacious Vito)       | 29 grudnia 2001(dts)      | 26 stycznia 2002(dts)     | | [ 24 ]  |
| Desturbing Behavior (Jeff Daniels i Tim Renesto)        | 26 stycznia 2002(dts)     | 17 kwietnia 2002(dts)     | | [ 24 ]  |
| Heavenly Bodies (Casanova Chris i Vivacious Vito)       | 17 kwietnia 2002(dts)     | 8 czerwca 2002(dts)       | | [ 24 ]  |
| Mike Shane i Todd Shane                                 | 8 czerwca 2002(dts)       | 28 czerwca 2002(dts)      | | [ 24 ]  |
| Zwakowany                                               | 8 czerwca 2002(dts)       | 3 lipca 2002(dts)         | | [ 24 ]  |
| AJ Styles i Jerry Lynn                                  | 3 lipca 2002(dts)         | 18 września 2002(dts)     | Zdobyli tytuł, pokonując The Rainbow Express (Lenny i Bruce) w finale turnieju, w którym zastąpili rannych Chrisa Harrisa i Jamesa Storma. Od tego momentu pas jest broniony na galach TNA.                                                                         | [ 24 ]  |
| America’s Most Wanted (Chris Harris i James Storm)      | 18 września 2002(dts)     | 13 listopada 2002(dts)    | | [ 24 ]  |
| Brian Lee i Slash                                       | 13 listopada 2002(dts)    | 8 stycznia 2003(dts)      | | [ 24 ]  |
| America’s Most Wanted (Chris Harris i James Storm)      | 8 stycznia 2003(dts)      | 22 stycznia 2003(dts)     | | [ 24 ]  |
| XXX (Christopher Daniels, Low-Ki i Elix Skipper)        | 22 stycznia 2003(dts)     | 5 lutego 2003(dts)        | | [ 24 ]  |
| Zwakowany                                               | 5 lutego 2003(dts)        | 12 marca 2003(dts)        | | [ 24 ]  |
| XXX (Christopher Daniels, Low-Ki i Elix Skipper)        | 12 marca 2003(dts)        | 16 kwietnia 2003(dts)     | | [ 24 ]  |
| Jerry Lynn i The Amazing Red                            | 16 kwietnia 2003(dts)     | 7 maja 2003(dts)          | | [ 24 ]  |
| XXX (Christopher Daniels, Low-Ki i Elix Skipper)        | 7 maja 2003(dts)          | 25 czerwca 2003(dts)      | Pas wygrany przez Christophera Danielsa w Handicap matchu. | [ 24 ]  |
| America’s Most Wanted (Chris Harris i James Storm)      | 25 czerwca 2003(dts)      | 27 sierpnia 2003(dts)     | | [ 24 ]  |
| Simon Diamond i Johnny Swinger                          | 27 sierpnia 2003(dts)     | 19 listopada 2003(dts)    | | [ 24 ]  |
| Zwakowany                                               | 19 listopada 2003(dts)    | 26 listopada 2003(dts)    | | [ 24 ]  |
| 3-Live Kru (Konnan, Ron Killings i B.G. James)          | 26 listopada 2003(dts)    | 28 stycznia 2004(dts)     | | [ 24 ]  |
| Kevin Northcutt i Joe Legend                            | 28 stycznia 2004(dts)     | 4 lutego 2004(dts)        | | [ 24 ]  |
| AJ Styles i Abyss                                       | 4 lutego 2004(dts)        | 3 marca 2004(dts)         | | [ 24 ]  |
| Zwakowany                                               | 3 marca 2004(dts)         | 31 marca 2004(dts)        | | [ 24 ]  |
| Kid Kash i Dallas                                       | 31 marca 2004(dts)        | 14 kwietnia 2004(dts)     | | [ 24 ]  |
| D-Lo Brown i El Gran Apolo                              | 14 kwietnia 2004(dts)     | 21 kwietnia 2004(dts)     | | [ 24 ]  |
| Kid Kash i Dallas                                       | 21 kwietnia 2004(dts)     | 3 czerwca 2004(dts)       | | [ 24 ]  |
| America’s Most Wanted (Chris Harris i James Storm)      | 3 czerwca 2004(dts)       | 7 lipca 2004(dts)         | | [ 24 ]  |
| Naturals (Chase Stevens i Andy Douglas)                 | 7 lipca 2004(dts)         | 8 września 2004(dts)      | | [ 24 ]  |
| Chris Harris i Elix Skipper                             | 8 września 2004(dts)      | 24 września 2004(dts)     | | [ 24 ]  |
| Christopher Daniels i James Storm                       | 24 września 2004(dts)     | 12 października 2004(dts) | | [ 24 ]  |
| Team Canada (Bobby Roode i Eric Young)                  | 12 października 2004(dts) | 7 listopada 2004(dts)     | | [ 24 ]  |
| 3-Live Kru (Konnan, Ron Killings i B.G. James)          | 7 listopada 2004(dts)     | 5 grudnia 2004(dts)       | | [ 24 ]  |
| Team Canada (Bobby Roode i Eric Young)                  | 5 grudnia 2004(dts)       | 16 stycznia 2005(dts)     | | [ 24 ]  |
| America’s Most Wanted (Chris Harris i James Storm)      | 16 stycznia 2005(dts)     | 26 kwietnia 2005(dts)     | | [ 24 ]  |
| Naturals (Chase Stevens i Andy Douglas)                 | 26 kwietnia 2005(dts)     | 7 października 2005(dts)  | | [ 24 ]  |
| Zwakowany                                               | 7 października 2005(dts)  | 8 października 2005(dts)  | |         |
| Naturals (Chase Stevens i Andy Douglas)                 | 8 października 2005(dts)  | 11 października 2005(dts) | | [ 24 ]  |
| America’s Most Wanted (Chris Harris i James Storm)      | 11 października 2005(dts) | 18 czerwca 2006(dts)      | | [ 24 ]  |
| AJ Styles i Christopher Daniels                         | 18 czerwca 2006(dts)      | 14 sierpnia 2006(dts)     | | [ 24 ]  |
| Latin American Exchange (Homicide i Hotstuff Hernandez) | 14 sierpnia 2006(dts)     | 24 września 2006(dts)     | | [ 24 ]  |
| AJ Styles i Christopher Daniels                         | 24 września 2006(dts)     | 22 października 2006(dts) | | [ 24 ]  |
| Latin American Exchange (Homicide i Hotstuff Hernandez) | 22 października 2006(dts) | 15 kwietnia 2007(dts)     | 19 listopada 2006 Jim Cornette ogłosił, że tag team zostaje pozbawiony pasów, co było konsekwencją spalenia przez nich na żywo amerykańskiej flagi. Jego decyzja została jednak unieważniona w kolejnym tygodniu po interwencji prawnika reprezentującego mistrzów. | [ 24 ]  |
| Team 3D (Brother Devon i Brother Ray)                   | 15 kwietnia 2007(dts)     | 13 maja 2007(dts)         | Pozbawieni pasów, gdy NWA zerwało współpracę z TNA | [ 24 ]  |
| Zwakowany                                               | 13 maja 2007(dts)         | 8 lipca 2007(dts)         | | [ 24 ]  |
| Joey Ryan i Karl Anderson                               | 8 lipca 2007(dts)         | 10 lutego 2008(dts)       | | [ 24 ]  |
| Los Luchas (Phoenix Star i Zokre)                       | 10 lutego 2008(dts)       | 4 października 2008(dts)  | | [ 24 ]  |
| Skullcrushers (Venom i Krush)                           | 4 października 2008(dts)  | 20 listopada 2010(dts)    | | [ 24 ]  |
| Dark City Fight Club (Jon Davis i Kory Chavis)          | 20 listopada 2010(dts)    | 1 maja 2011(dts)          | | [ 24 ]  |
| Usual Suspects (Murder One i A.J. Steele)               | 1 maja 2011(dts)          | 15 maja 2011(dts)         | | [ 24 ]  |
| Dark City Fight Club (Jon Davis i Kory Chavis)          | 15 maja 2011(dts)         | 15 grudnia 2012(dts)      | | [ 24 ]  |
| Kingz of the Underground (Scot Summers i Ryan Genesis)  | 15 grudnia 2012(dts)      | 20 kwietnia 2013(dts)     | | [ 24 ]  |
| Killer Elite Squad (Davey Boy Smith Jr. i Lance Archer) | 20 kwietnia 2013(dts)     | 9 listopada 2013(dts)     | | [ 24 ]  |
| Rob Conway i Jax Dane                                   | 9 listopada 2013(dts)     | 6 kwietnia 2014(dts)      | | [ 24 ]  |
| Tenzan Hiroyoshi i Kojima Satoshi                       | 6 kwietnia 2014(dts)      | 13 października 2014(dts) | | [ 24 ]  |
| Killer Elite Squad (Davey Boy Smith Jr. i Lance Archer) | 13 października 2014(dts) | 10 października 2015(dts) | | [ 24 ]  |
| Heatseekers (Elliott Russell i Matt Sigmon)             | 10 października 2015(dts) | 4 grudnia 2015(dts)       | | [ 24 ]  |
| Iron Empire (Rob Conway i Matt Riviera)                 | 4 grudnia 2015(dts)       | 9 września 2016(dts)      | | [ 24 ]  |
| Heatseekers (Elliott Russell i Matt Sigmon)             | 9 września 2016(dts)      | 10 września 2016(dts)     | | [ 24 ]  |
| Iron Empire (Rob Conway i Matt Riviera)                 | 10 września 2016(dts)     | 9 grudnia 2016(dts)       | | [ 24 ]  |
| Heatseekers (Elliott Russell i Matt Sigmon)             | 9 grudnia 2016(dts)       | 6 stycznia 2017(dts)      | | [ 24 ]  |
| Iron Empire (Rob Conway i Matt Riviera)                 | 6 stycznia 2017(dts)      | 23 lutego 2017(dts)       | | [ 24 ]  |
| Rob Terry i Miyamoto Kazushi                            | 23 lutego 2017(dts)       | 17 czerwca 2017(dts)      | | [ 24 ]  |
| Heatseekers (Elliott Russell i Matt Sigmon)             | 17 czerwca 2017(dts)      | 30 września 2017(dts)     | Pas został zwakowany z powodu zerwania kontraktów. | [ 24 ]  |
| Zwakowany                                               | 30 września 2017(dts)     | 27 kwietnia 2019(dts)     | | [ 24 ]  |
| Villain Enterprises (Brody King i PCO)                  | 27 kwietnia 2019(dts)     | 7 września 2019(dts)      | | [ 24 ]  |
| Wildcards (Thomas Latimer i Royce Isaacs)               | 7 września 2019(dts)      | 1 października 2019(dts)  | | [ 24 ]  |
| Rock’n’Roll Express (Ricky Morton i Robert Gibson)      | 1 października 2019(dts)  | 24 stycznia 2020(dts)     | Wygrali pas w turnieju, w finale pokonując Royce’a Isaacsa i Thomasa Latimera | [ 24 ]  |
| James Storm i Eli Drake                                 | 24 stycznia 2020(dts)     | 10 listopada 2020(dts)    | | [ 24 ]  |
| Aron Stevens i J.R. Kratos                              | 10 listopada 2020(dts)    | 29 sierpnia 2021(dts)     | | [ 24 ]  |
| La Rebellion (Bestia 666 i Mecha Wolf)                  | 29 sierpnia 2021(dts)     | 11 czerwca 2022(dts)      | | [ 24 ]  |
| Commonwealth Connection (Doug Williams i Harry Smith)   | 11 czerwca 2022(dts)      | 27 sierpnia 2022(dts)     | Pas został zwakowany, ponieważ Harry Smith nie mógł bronić tytułu z powodu choroby. | [ 24 ]  |
| Zwakowany                                               | 27 sierpnia 2022(dts)     | 27 sierpnia 2022(dts)     | | [ 24 ]  |
| La Rebellion (Bestia 666 i Mecha Wolf)                  | 27 sierpnia 2022(dts)     | 26 sierpnia 2023(dts)     | | [ 24 ]  |
| Blunt Force Trauma (Carnage i Damage)                   | 26 sierpnia 2023(dts)     | 1 czerwca 2024(dts)       | | [ 24 ]  |
| Knox i Murdoch                                          | 1 czerwca 2024(dts)       |                           | | [ 24 ]  |